# Grande Prêmio da Europa de 2004
Resultados do Grande Prêmio da Europa de Fórmula 1 (formalmente XLVIII Allianz Grand Prix of Europe) realizado em Nürburgring em 30 de maio de 2004. Sétima etapa da temporada, foi vencido pelo alemão Michael Schumacher, que subiu ao pódio junto a Rubens Barrichello numa dobradinha da Ferrari e com Jenson Button em terceiro pela BAR-Honda.

## Classificação da prova

### Treino classificatório
| Pos.   | Nº | Piloto               | Equipe           | Tempo     | Diferença |
| ------ | -- | -------------------- | ---------------- | --------- | --------- |
| 1      | 1  | Michael Schumacher   | Ferrari          | 1:28.351  | —         |
| 2      | 10 | Takuma Sato          | BAR-Honda        | 1:28.986  | + 0.635   |
| 3      | 7  | Jarno Trulli         | Renault          | 1:29.135  | + 0.784   |
| 4      | 6  | Kimi Räikkönen       | McLaren-Mercedes | 1:29.137  | + 0.786   |
| 5      | 9  | Jenson Button        | BAR-Honda        | 1:29.245  | + 0.914   |
| 6      | 8  | Fernando Alonso      | Renault          | 1:29.313  | + 0.962   |
| 7      | 2  | Rubens Barrichello   | Ferrari          | 1:29.353  | + 1.002   |
| 8      | 3  | Juan Pablo Montoya   | Williams-BMW     | 1:29.354  | + 1.003   |
| 9      | 4  | Ralf Schumacher      | Williams-BMW     | 1:29.459  | + 1.108   |
| 10     | 17 | Olivier Panis        | Toyota           | 1:29.697  | + 1.346   |
| 11     | 16 | Cristiano da Matta   | Toyota           | 1:29.706  | + 1.355   |
| 12     | 15 | Christian Klien      | Jaguar-Cosworth  | 1:31.431  | + 3.080   |
| 13     | 18 | Nick Heidfeld        | Jordan-Ford      | 1:31.604  | + 3.253   |
| 14     | 14 | Mark Webber          | Jaguar-Cosworth  | 1:31.7971 | + 3.446   |
| 15     | 19 | Giorgio Pantano      | Jordan-Ford      | 1:31.979  | + 3.628   |
| 16     | 12 | Felipe Massa         | Sauber-Petronas  | 1:31.982  | + 3.631   |
| 17     | 21 | Zsolt Baumgartner    | Minardi-Cosworth | 1:34.398  | + 6.047   |
| 18     | 5  | David Couthard       | McLaren-Mercedes | sem tempo |           |
| 19     | 11 | Giancarlo Fisichella | Sauber-Petronas  | sem tempo |           |
| 20     | 20 | Gianmaria Bruni      | Minardi-Cosworth | Punido2   |           |
| Fonte: |    |                      |                  |           |           |

- Nota 1:  Mark Webber recebeu uma punição de 1 segundo por não respeitar as bandeiras amarelas.
- Nota 2:  Gianmaria Bruni marcou o tempo de 1:34.022, porém foi punido por não respeitar o sinal.

### Corrida
| Pos.   | Nº | Piloto               | Equipe           | Voltas | Tempo/Diferença | Grid | Pontos |
| ------ | -- | -------------------- | ---------------- | ------ | --------------- | ---- | ------ |
| 1      | 1  | Michael Schumacher   | Ferrari          | 60     | 1:32:35.101     | 1    | 10     |
| 2      | 2  | Rubens Barrichello   | Ferrari          | 60     | + 17.989        | 7    | 8      |
| 3      | 9  | Jenson Button        | BAR-Honda        | 60     | + 22.533        | 5    | 6      |
| 4      | 7  | Jarno Trulli         | Renault          | 60     | + 53.673        | 3    | 5      |
| 5      | 8  | Fernando Alonso      | Renault          | 60     | + 1:00.987      | 6    | 4      |
| 6      | 11 | Giancarlo Fisichella | Sauber-Petronas  | 60     | + 1:13.448      | 19   | 3      |
| 7      | 14 | Mark Webber          | Jaguar-Cosworth  | 60     | + 1:16.206      | 14   | 2      |
| 8      | 3  | Juan Pablo Montoya   | Williams-BMW     | 59     | + 1 volta       | 8    | 1      |
| 9      | 12 | Felipe Massa         | Sauber-Petronas  | 59     | + 1 volta       | 16   |        |
| 10     | 18 | Nick Heidfeld        | Jordan-Ford      | 59     | + 1 volta       | 13   |        |
| 11     | 17 | Olivier Panis        | Toyota           | 59     | + 1 volta       | 10   |        |
| 12     | 15 | Christian Klien      | Jaguar-Cosworth  | 59     | + 1 volta       | 12   |        |
| 13     | 19 | Giorgio Pantano      | Jordan-Ford      | 58     | + 2 voltas      | 15   |        |
| 14     | 20 | Gianmaria Bruni      | Minardi-Cosworth | 57     | + 3 voltas      | 20   |        |
| 15     | 21 | Zsolt Baumgartner    | Minardi-Cosworth | 57     | + 3 voltas      | 17   |        |
| Ret    | 10 | Takuma Sato          | BAR-Honda        | 47     | Motor           | 2    |        |
| Ret    | 5  | David Coulthard      | McLaren-Mercedes | 25     | Motor           | 18   |        |
| Ret    | 6  | Kimi Räikkönen       | McLaren-Mercedes | 9      | Motor           | 4    |        |
| Ret    | 4  | Ralf Schumacher      | Williams-BMW     | 0      | Acidente        | 9    |        |
| Ret    | 16 | Cristiano da Matta   | Toyota           | 0      | Acidente        | 11   |        |
| Fonte: |    |                      |                  |        |                 |      |        |

## Tabela do campeonato após a corrida
| Pos.   | Var.    | Piloto             | Pontos |
| ------ | ------- | ------------------ | ------ |
| 1      | Estável | Michael Schumacher | 60     |
| 2      | Estável | Rubens Barrichello | 46     |
| 3      | Estável | Jenson Button      | 38     |
| 4      | Estável | Jarno Trulli       | 36     |
| 5      | 1       | Fernando Alonso    | 25     |
| Fonte: |         |                    |        |

| Pos.   | Var.    | Construtor      | Pontos |
| ------ | ------- | --------------- | ------ |
| 1      | Estável | Ferrari         | 106    |
| 2      | Estável | Renault         | 61     |
| 3      | Estável | BAR–Honda       | 46     |
| 4      | Estável | Williams–BMW    | 36     |
| 5      | Estável | Sauber–Petronas | 10     |
| Fonte: |         |                 |        |